# Slag om Monte la Difensa
De Slag om Monte La Difensa, die plaatsvond tussen 3 december en 9 december 1943, ontstond tijdens Operation Raincoat, deel van de Slag om de Bernhardt Line tijdens de Italiaanse Veldtocht in de Tweede Wereldoorlog. 
Monte La Difensa, (ook bekend als Hill 960) was een van de pieken die de Camino hill vormde, die de sleutel was tot de route van het geallieerde 5e Leger naar Cassino en de Liri-vallei en dus naar Rome. De berg zelf was een patstelling geworden voor de Amerikaanse en Britse strijdkrachten door de verdedigingen van de Duitse troepen, deel van de Bernhardt Line. 
De actie was het eerste gevecht voor de Amerikanen van het 1st Special Service Force. Ze waren verbonden aan de 36th Infantry Division. De 1st SSF gebruikte de speciale training die ze hadden gekregen in winter en bergoorlogen om de berg te beklimmen en de Duitsers te overmeesteren boven aan de fortificatie. Toch kostte de slag voor beide partijen veel levens. De 1st Special Service Forces hadden voor 77% gewonden en doden, maar onderscheiden zichzelf door te doen wat onmogelijk leek. 
Met de rest van de 36th Division en 1st SSF's die de rechterkant van Monte Maggiore aanvielen en de Britse 56th Division (die Monte Camino aanvielen) en de Britse 46th Division aan hun linkerkant, duurde het vijf dagen aan hevige gevechten om de Camino hill te overwinnen. Er waren veel doden en gewonden.